# 比尼揚
比尼揚是土耳其的城鎮，由開塞利省負責管轄，位於該國中部，面積1,306平方公里，海拔高度1,337米，受大陸性氣候影響，每年平均降雨量350毫米，2009年人口12,505。
38°50′54″N 35°51′36″E / 38.8483°N 35.86°E